# Tun antiaerian Flak 88 mm
Flak 88 mm a fost un tun antiaerian și antitanc german folosit în al Doilea Război Mondial. A fost intens folosit de către Germania pe toată durata războiului, și este cea mai recunoscută armă germană din această perioadă. Dezvoltarea modelului original a dus la obținerea unei mari varietăți de arme.
Numele este folosit pentru a descrie o gamă mare de arme, prima fiind Flak 88 mm 18, urmată de Flak 88 mm 36 și mai târziu Flak 88 mm 37. Denumirea de Flak provine din micșorarea cuvântului german Flugzeugabwehrkanone care înseamnă tun defensiv antiaerian, scopul original al piesei de artilerie.
Afetul versatil a permis ca tunul să fie folosit ca armă antitanc când era nemișcat pe roți, și să fie amplasat complet în doar două minute și jumătate. Folosirea sa cu succes împotriva vehiculelor blindate a dus la dezvoltarea unui tun de tanc similar, utilizat ca armă principală pentru tancuri ca Tiger I.
Pe lângă varianta originală produsă de Krupp, Rheinmetall a creat mai târziu un tun antiaerian mai puternic, Flak 88 mm 41, produs într-un număr relativ mic. Krupp a răspuns cu un alt prototip cu țeavă lungă, transformat mai târziu în tunul antitanc și vânător de tancuri Pak 88 mm 43 și tunul KwK 88 mm 43 folosit de tancurile grele.

## Proveniență
Armele antiaeriene din Primul Război Mondial erau adaptări ale unor arme existente de calibru mediu, montate pe piedestaluri pentru a permite tragerea din unghiuri mari. Până în 1915, comandanții germani au realizat că acestea nu folosesc decât la descurajarea piloților, fiind slabe chiar și împotriva baloanelor și a avioanelor cu viteză redusă. Odată cu creșterea eficienței noilor aparate de zbor, multe țări au dezvoltat arme antiaeriene speciale cu o viteză la gura țevii mare - permițând proiectilelor să ajungă la înălțimi mult mai mari - și cu o cadență ridicată.
După înfrângerea din Primul Război Mondial, Germaniei i-a fost interzis să procure multe tipuri de arme noi. Totuși, Krupp a început dezvoltarea de arme noi în parteneriat cu compania Bofors din Suedia. Modelul original era un tun de 75 mm, însă armata a cerut o armă mult mai capabilă, astfel încât inginerii au proiectat un prototip nou, cu calibrul de 88 mm.

## Flak 18, 36 și 37

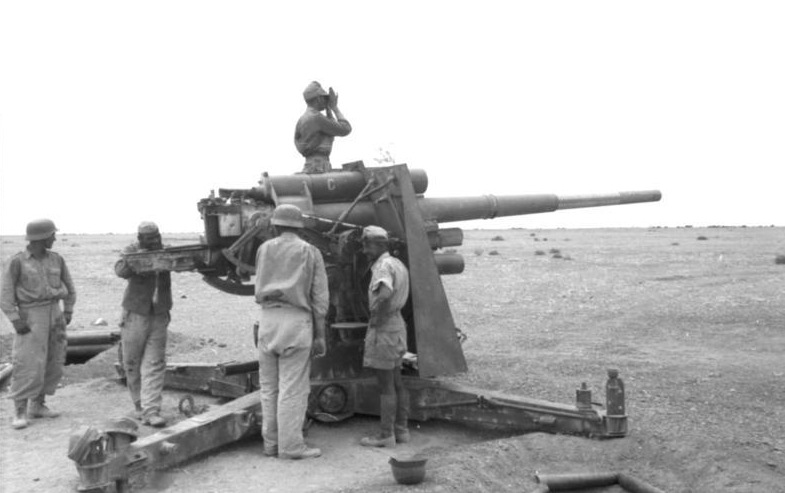
Flak 18, Africa de Nord 1942.

Primele prototipuri au fost fabricate în anul 1928. Aceste modele, numite Flak 18, foloseau o singura țeavă cu o lungime de 56 de calibre ceea ce a dus și la desemnarea numelui de L/56. Tunul era montat pe un afet cruciform. Aceasta avea un sistem de operare semiautomat simplu, care ejecta cartușele după tragere, permițând soldaților să încarce rapid unul nou. Împotriva avioanelor și a țintelor vii erau folosite proiectile explozive, iar împotriva tancurilor și altor vehicule blindate erau folosite proiectile antitanc.
Producția în masă a început după preluarea puterii de către regimul nazist în 1933, tunurile Flak 18 fiind disponibile în număr destul de mic în momentul în care Germania a intervenit în Războiul Civil Spaniol. Cadența ridicată și calibrul mare s-au dovedit foarte eficiente împotriva vehiculelor însă experiența a demonstrat că Flak 18 are o serie de probleme minore și posibilități de îmbunătățire.

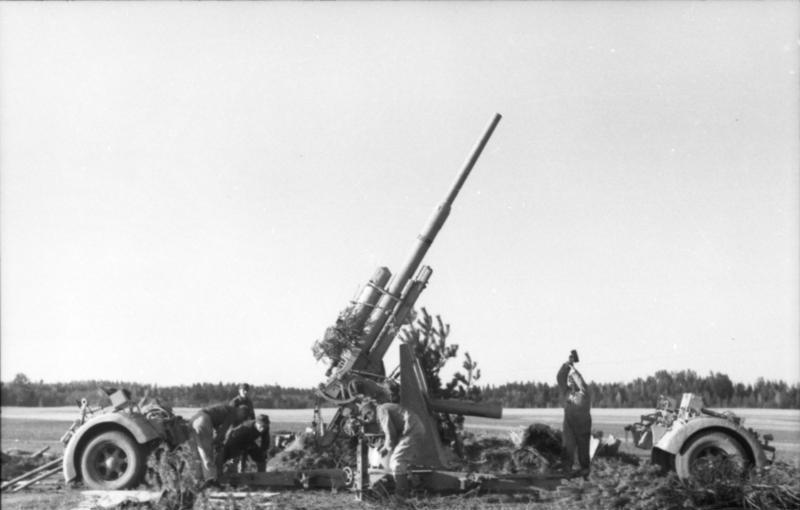
Flak 88 în baterie.

Multe dintre acestea au fost încorporate în noul Flak 36, care avea o țeavă formată din două componente pentru a face mai ușoară șemizarea. Noul afet era mai greu, permițând tragerea de urgență chiar și în momentul în care arma era încă pe roți fără a fi pusă în baterie, dar cu un câmp de tragere orizontal și vertical limitat. În cazul asamblărilor obișnuite, un șasiu cu un singur ax era detașat dintr-un declanșator plasat în partea frontală, unul din spate și două laterale, operațiune care dura minimum două minute și jumătate. Acest lucru făcea ca arma să fie mult mai adaptată pentru operațiunile de mare viteză, conceptul de bază a blitzkrieg-ului. Tunurile Flak 36 erau de obicei echipate cu un scut blindat care oferea o protecție limitată artileriștilor.
Flak 37, apărut mai târziu avea instrumente actualizate pentru a permite ochitorului să urmeze indicațiile aparatului de conducere a focului mult mai ușor. Părțile componente ale celor trei modele ale tunului urmau același standard de fabricație și se puteau înlocui ușor între ele.

## Flak 41

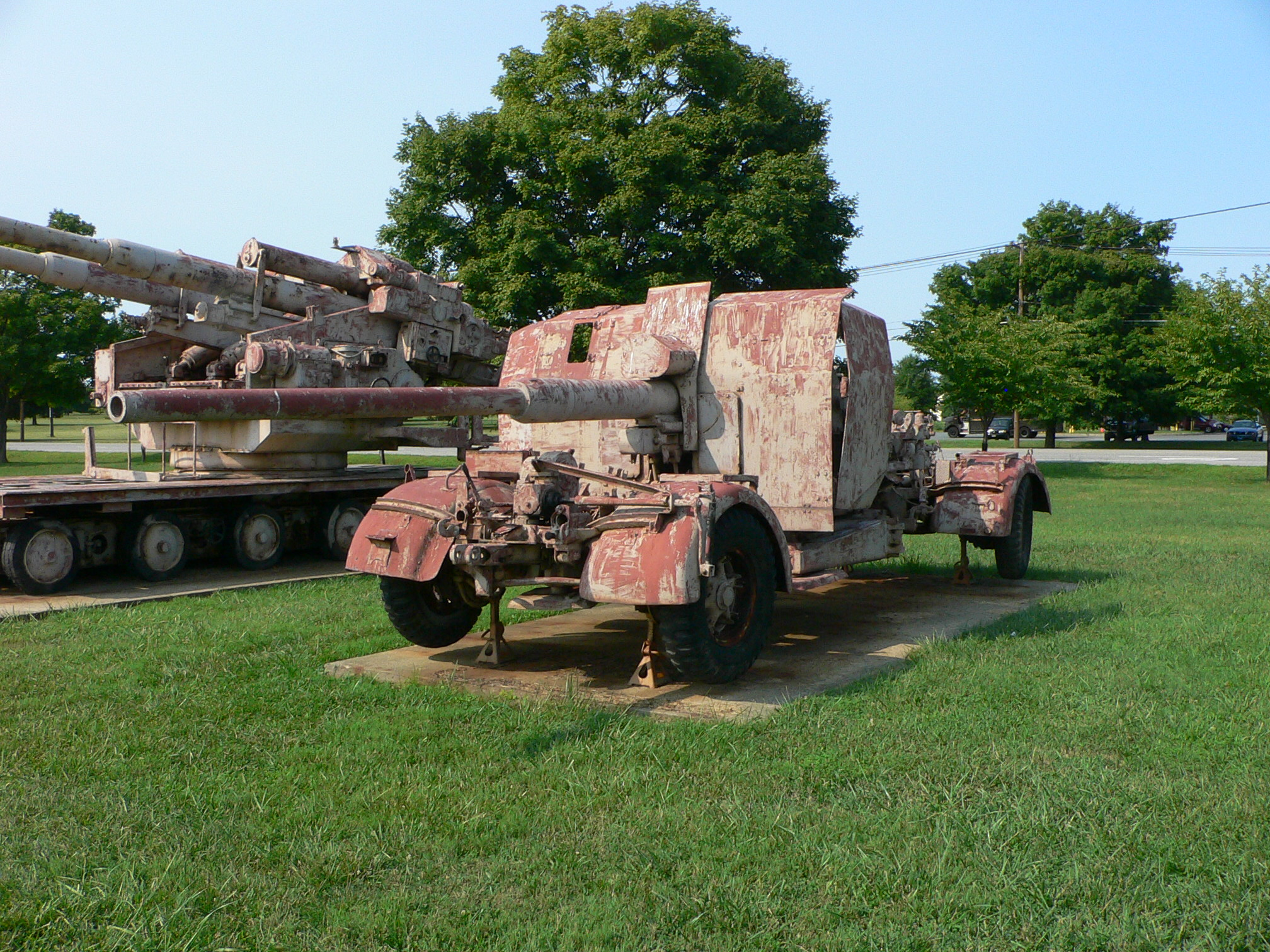
Flak 41 la Muzeul Ordance, Statele Unite

Din cauza problemelor pe care le avea împotriva avioanelor de mare altitudine, Luftwaffe a cerut încă din 1939 arme noi cu performanțe   mai ridicate. Rheinmetall a răspuns cu un proiect de 88 mm L/71 cu o încărcătură mai mare, Flak 88 mm 41, prototipul fiind finalizat în 1941. Acesta trăgea un proiectil de 9,4 kg la o viteză inițială de 1000 m/s care ajungea la o altitudine medie de 11.300 m și la una maximă de 15.000 m. Aceste performanțe l-au făcut pe generalul Otto Wilhelm von Renz să declare că Flak 41 este aproape egalul tunului de 128 mm  Tunul avea o siluetă mai mică deoarece era montat pe o placă turnantă și nu pe un piedestal de precum Flak 18/36/37. Piesa de artilerie folosea două tipuri de țevi, cu trei sau patru sectoare. Îmbunătățirile aduse sistemului de reîncărcare al armei au crescut rata de tragere la 20-25 de proiectile pe minut.
Din cauza problemelor apărute în serviciu, tunurile au fost folosite aproape exclusiv în Germania, unde puteau fi întreținute și reparate în mod corect. Flak 41 avea drept dezavantaje complexitatea mecanismelor și problemele cu muniția, cartușul blocându-se la extracție. Din cauza costurilor ridicate și a timpului mare de producție, germanii au fabricat relativ puține tunuri de acest tip, doar 556 în total.

## Numărul de tunuri fabricate
Pe durata războiului mii de tunuri de 88 mm de diferite modele au fost fabricate.
|                     | Prebelic | 1939 | 1940  | 1941  | 1942  | 1943  | 1944  | 1945 | Total  |
| ------------------- | -------- | ---- | ----- | ----- | ----- | ----- | ----- | ---- | ------ |
| Flak 88 mm 18/36/37 | 2,459    | 183  | 1,130 | 1,998 | 3,052 | 4,712 | 6,482 | 738  | 20,754 |
| Flak 88 mm 41       | 0        | 0    | 0     | 0     | 48    | 122   | 290   | 96?  | 556    |
| Flak 88 mm 38/39    | ?        | 38   | 290   | 509   | 701   | 1,220 | 1,331 | 92   | 4,181  |
| Flak 128 mm 40      | 0        | 0    | 0     | 0     | 65    | 298   | 664   | 98   | 1,125  |